# 宇羽野道
宇羽野 道（うばの たお、1994年1月5日 - ）は、日本の女優、元お笑い芸人である。大阪府出身。吉本興業所属。NSC大阪37期生。漫才コンビフライハイトの元メンバー。1だふる嵐夢（わんだふるらいむ）という犬中心の動物相談ができる公式LINEもある。

## 人物
趣味はゲーム、動物と遊ぶ、スノボ、推し活。　特技はUFOキャッチャー、パズル、犬のトレーニング、トリミング。世界遺産検定準1級、漢字検定2級などをもっている。ジャニーズアイドルが大好きで嵐の大ファンで相葉雅紀の影響で動物業界に入った。ドッグトレーナーの資格もあり犬に関する相談も得意。
コーイケルホンディエという犬種を飼っていた。

## 舞台
- 『中国の不思議な役人』（主催：劇団☆A・P・B-Tokyo2018年11月1日(木)～11月6日(火)＠高円寺・明石スタジ）
- 『GIFT』（主催：大塚ドリームSHOW、2019年大塚ドリームシアター）
- 『願かなう』（主催：大塚ドリームSHOW2019年＠四谷３丁目ドリームシアター）
- 『女医レイカ』（脚本・演出：鳳恵弥、演出：木村☺ひさし、2020年3月5日 - 8日、東京・シアターグリーン BASE THEATER）
- 『目にすることなき風景』（主催：TOKYO笹塚ボーイズ、2020年＠half moon hall）
- 『まいっちんぐマンガ道』脚本・演出：IKKAN　2021年2月14日～＠池袋シアターグリーンBOXinBOX
- 『喫茶店の猿』2021年7月22日(木)～25日(日)＠池袋西口GEKIBA
- 『シーボルト父子伝～蒼い目のサムライ～』2021年＠築地本願寺ブディストホール
- 『ザ・シェフ』2021年＠中野BONBON
- 『レディゴ2021』2021年『＠キンケロシアター
- 『秒速30万kmの梯』2022年@参宮橋トランスミッション
- 『堕天使は薄い本を閉じて』2022年@三栄町Live Stage
- 『PreciouSpot』しあかん E-Factory 第6回公演2024年

## テレビ
- 2018年 TBS 「水曜日のダウンタウン」
- 2018年 朝日放送「幸色のワンルーム」
- 2018年 TBS 「Heaven?～ご苦楽レストラン」
- 2025年「PJ 〜航空救難団〜」監督平川雄一朗　第1話（2025/4/24　テレビ朝日系「木曜ドラマ」）同僚役